# Кіровоградське родовище вогнетривких глин
Кіровоградське родовище вогнетривких глин — знаходиться на обох берегах р. Грузької, з двома ділянками — право- і лівобережною. Корисна копалина приурочена до відкладень бучакської світи палеогену і належить до глин каолінітового типу. Потужність пластів глин від 0,45 до 30,0 м, в середньому 6,0-7,5 м. Глини сірі, темно-сірі, середньо пластичні. На лівобережній ділянці середня потужність глин 3,7 м; в нижній частині товщі зустрічаються глини червоні і цегельно-червоні. Вогнетривкість 1730-1770 °С. Використовуються для виробництва вогнетривких виробів. Основні споживачі в кінці XX ст. – Часово-Ярський і Запорізький заводи вогнетривів, а також Боровичський комбінат вогнетривких виробів.